# Hillegom (waterschap)
Het waterschap Hillegom was een waterschap in de Nederlandse provincie Zuid-Holland in de gemeente Hillegom.
Het waterschap werd in 1891 gevormd op initiatief van een aantal grondeigenaren in Hillegom voor het gezamenlijk beheer en gebruik van een aantal vaarwegen op hun grondgebied. Op 1 maart 1960 is het waterschap opgegaan in het Hoogheemraadschap van Rijnland.